# Theodore Roosevelts Prunkmesser

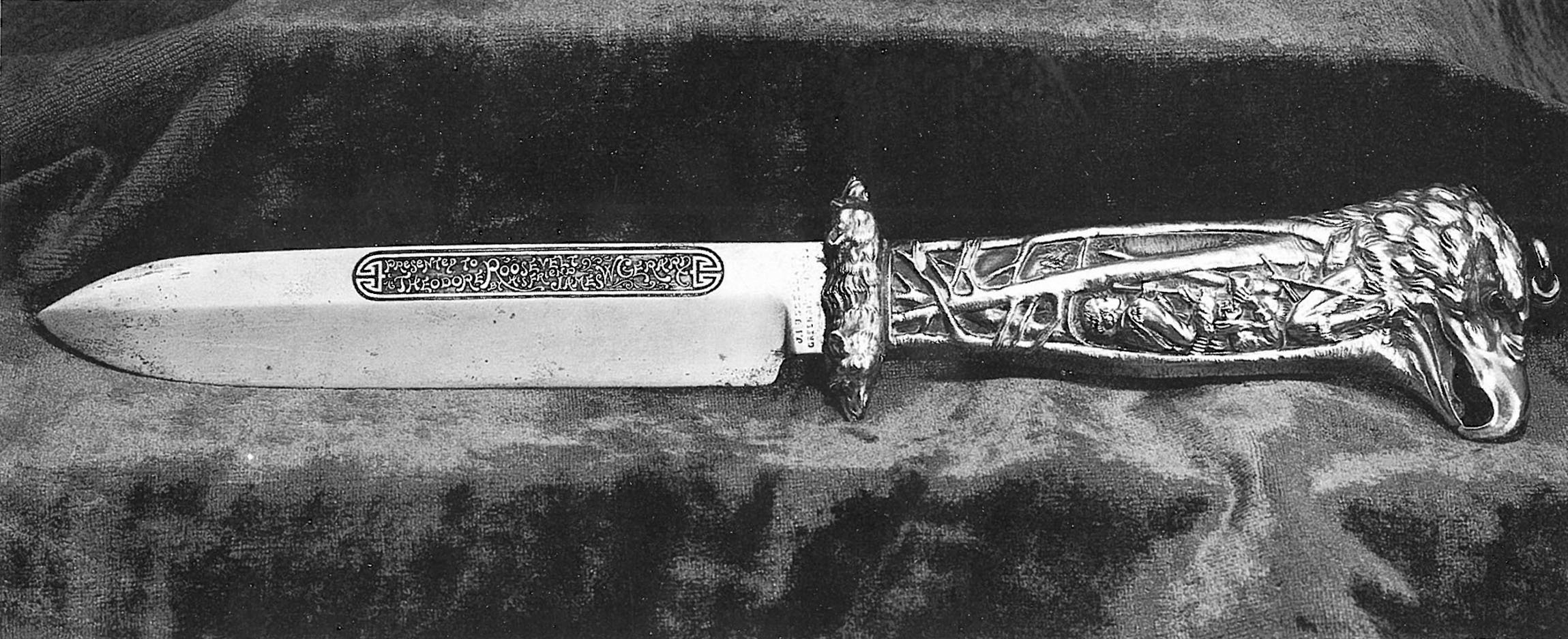
Theodore Roosevelts Prunkmesser, linke Seite

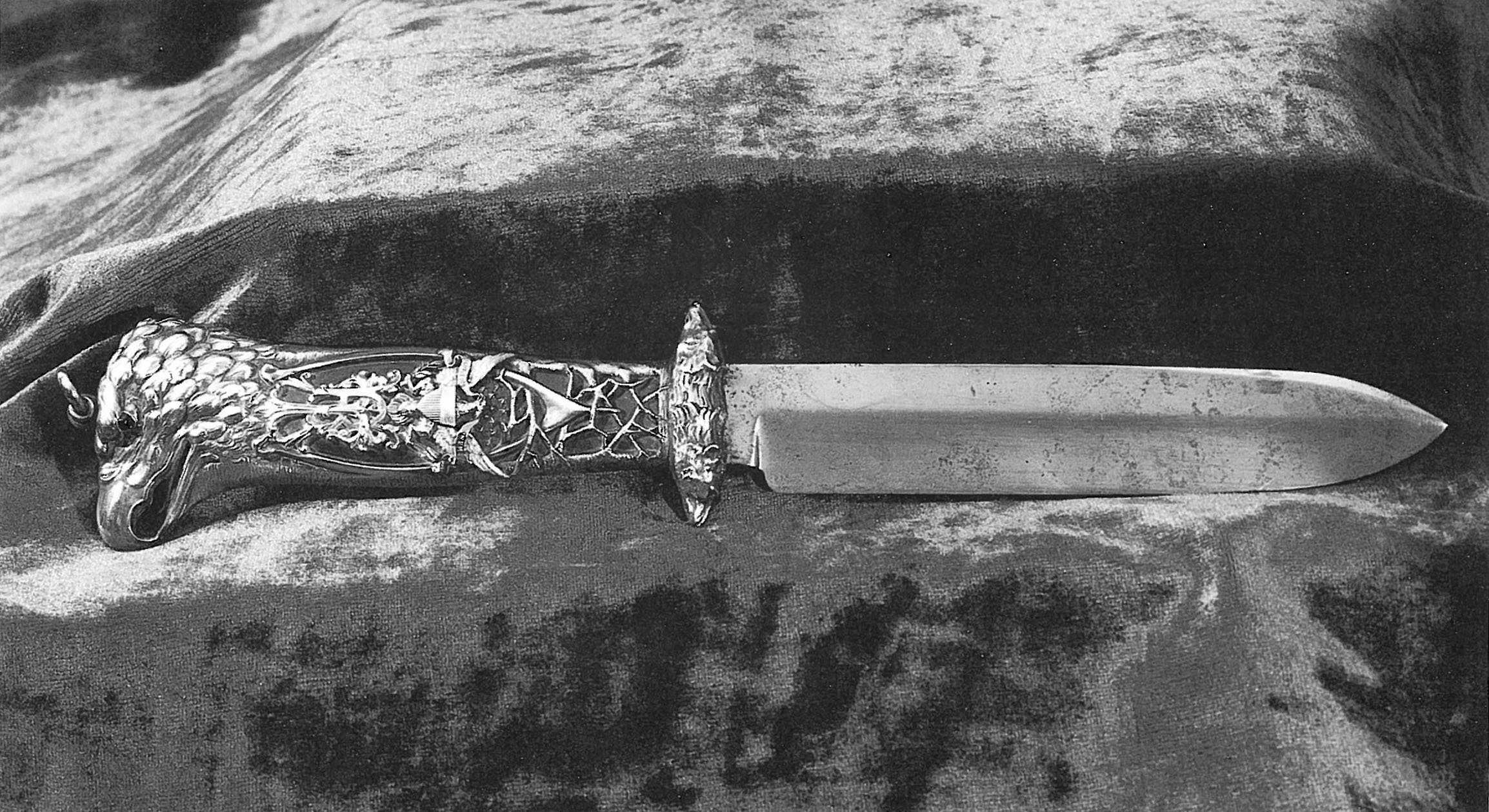
Theodore Roosevelts Prunkmesser, rechte Seite

Theodore Roosevelts Prunkmesser ist ein 1908 von einem US-amerikanischen Goldschmied für den US-Präsidenten Theodore Roosevelt gefertigtes Jagdmesser. Es war ein Geschenk von James W. Gerard, Richter am New York Supreme Court und späterer Botschafter der Vereinigten Staaten in Deutschland. Das Heft des Prunkmessers ist reich mit Gold, Platin und Edelsteinen besetzt. Die Ausstattung macht deutlich, dass das Messer nicht für den Gebrauch bestimmt war.

## Hintergrund
Theodore Roosevelt plante seit etwa 1908 für die Zeit nach seinem Ausscheiden aus dem Amt des Präsidenten der Vereinigten Staaten eine Afrikareise. Bald wurde aus der angestrebten privaten Safari die einjährige Smithsonian-Roosevelt African Expedition unter der Leitung Roosevelts. Im Sommer 1908 wurden die Pläne der Smithsonian Institution und Roosevelts einer breiten Öffentlichkeit bekannt.
Justice James W. Gerard, Richter am New York Supreme Court und wie Roosevelt ein Veteran des Spanisch-Amerikanischer Kriegs, schenkte seinem Freund Theodore Roosevelt das Prunkmesser, das zeitgenössischen Berichten zufolge einen Wert von 1250 US-Dollar hatte. Das Messer wurde Roosevelt am 3. März 1909, dem Vortag der Amtsübergabe an seinen Nachfolger William Howard Taft, von U.S. Marshal Thomas D. McCarthy im Weißen Haus übergeben. McCarthy berichtete später, dass er von Roosevelt ein Porträtfoto mit einem Autogramm und ein signiertes Buch für seinen Vater erhalten hat. Zudem erhielt er von Roosevelt einen Penny. Das gründete auf dem alten Aberglauben, dass ein geschenktes Messer ein Gegengeschenk erfordert, da es sonst „die Freundschaft zerschneiden“ würde.

## Beschreibung
Theodore Roosevelts 11½ Zoll (etwa 29 Zentimeter) langes Prunkmesser wurde von dem bekannten Messerhersteller J. Russell & Co. in seinen Green River Works in Turners Falls, Massachusetts angefertigt. Der Messergriff stammt von dem New Yorker Juwelier Dreicer & Co.
Die 6 Zoll (etwa 15,2 Zentimeter) lange, spitz zulaufende Stahlklinge trägt auf der linken Seite unterhalb des Messerrückens eine langgestreckte Kartusche. Darin befindet sich in vier leicht schräggestellten Zeilen einer geschwungenen Versalschrift die Widmung „PRESENTED TO / THEODORE ROOSEVELT / BY HIS FRIEND / JAMES W. GERARD“ (deutsch: Theodore Roosevelt von seinem Freund John W. Gerard geschenkt). Das linke Ricasso trägt die eingravierte zweizeilige Marke des Messerherstellers „J. RUSSELL & CO. / GREEN RIVER WORKS“.
Die Schalen des Hefts bestehen aus Gelbgold und Platin. Der goldene Knauf ist detailliert als der Kopf eines nach unten blickenden Weißkopfseeadlers, des Wappentiers der Vereinigten Staaten, in Seitenansicht und mit leicht geöffnetem Schnabel ausgeformt. Seine Augen sind mit jeweils einem roten Granat dargestellt. Auf der Griffkappe ist ein Ring zur Befestigung eines nicht mehr vorhandenen Fangriemens angebracht.
Die linke Griffschale trägt auf einem Untergrund aus Platin, mit der Basis am Ende des Griffs, die über die ganze Länge verlaufende Darstellung dreier Bäume und an deren Füßen eine Lagerfeuerszene mit zwei Männern von der „American Frontier“ (im Deutschen meist „Wilder Westen“). Wahrscheinlich handelt es sich um eine Darstellung von Daniel Boone und Davy Crockett, in Anspielung auf den von Roosevelt gegründeten Boone and Crockett Club. Auf der rechten Griffschale ist in ähnlicher Weise der stilisierte und von einem Gabelbein flankierte Adler aus dem Großen Siegel der Vereinigten Staaten zwischen zwei Bäumen abgebildet. Darunter befinden sich die jugendstilartig ineinander verschlungenen Initialen „TR“, dessen Buchstabe „T“ wie die Schwingen des Adlers aus Weißgold besteht. Auf der unteren Schmalseite des Griffs ist die Marke „DREICER & CO. eingraviert“. Der Handschutz hat die Gestalt zweier nach außen gerichteter Bärenköpfe.

## Verbleib
Theodore Roosevelts Prunkmesser blieb nach seinem Tod im Besitz der Familie. Von seiner Ehefrau Edith Roosevelt kam es zu ihrer Tochter Ethel, wahrscheinlich als Erbstück nach Edith’ Tod im Jahr 1948. Ethel machte es im August 1976 zum Hochzeitsgeschenk an ihre Enkelin. Deren Ehemann ließ es im September 2016 bei dem Auktionshaus Rock Island Auctions in Illinois versteigern. Der Zuschlag von 414.000 US-Dollar war der höchste Preis, der jemals für ein amerikanisches Messer erzielt wurde.